# Seseli athamantoides
Seseli athamantoides är en flockblommig växtart som beskrevs av Carl Friedrich von Ledebour. Seseli athamantoides ingår i släktet säfferötter, och familjen flockblommiga växter. Utöver nominatformen finns också underarten S. a. acaule.